# Månfläckat backfly
Månfläckat backfly, Agrochola lunosa är en fjärilsart som beskrevs av Adrian Hardy Haworth 1809. Månfläckat backfly ingår i släktet Agrochola och familjen nattflyn, Noctuidae. Arten är ännu inte funnen i Sverige. Inga underarter finns listade i Catalogue of Life.

## Bildgalleri

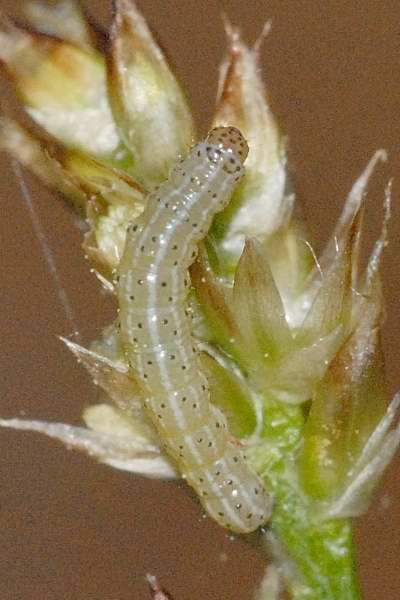
Fjärilens larv
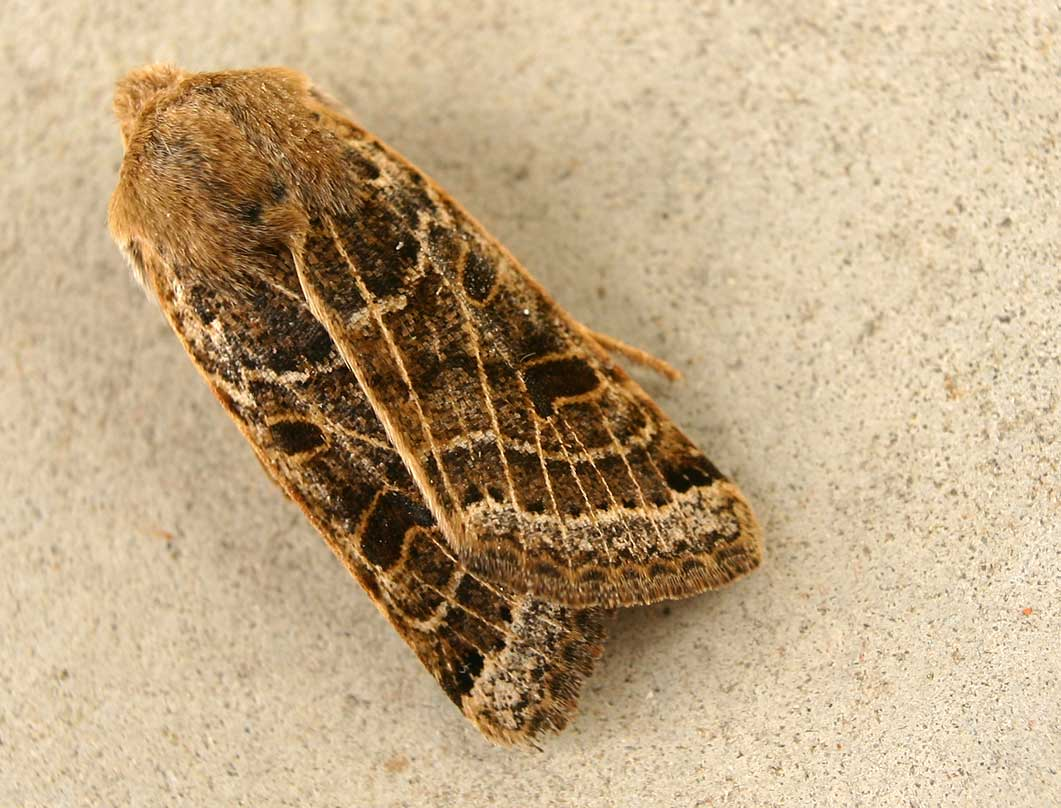
Imago fjäril
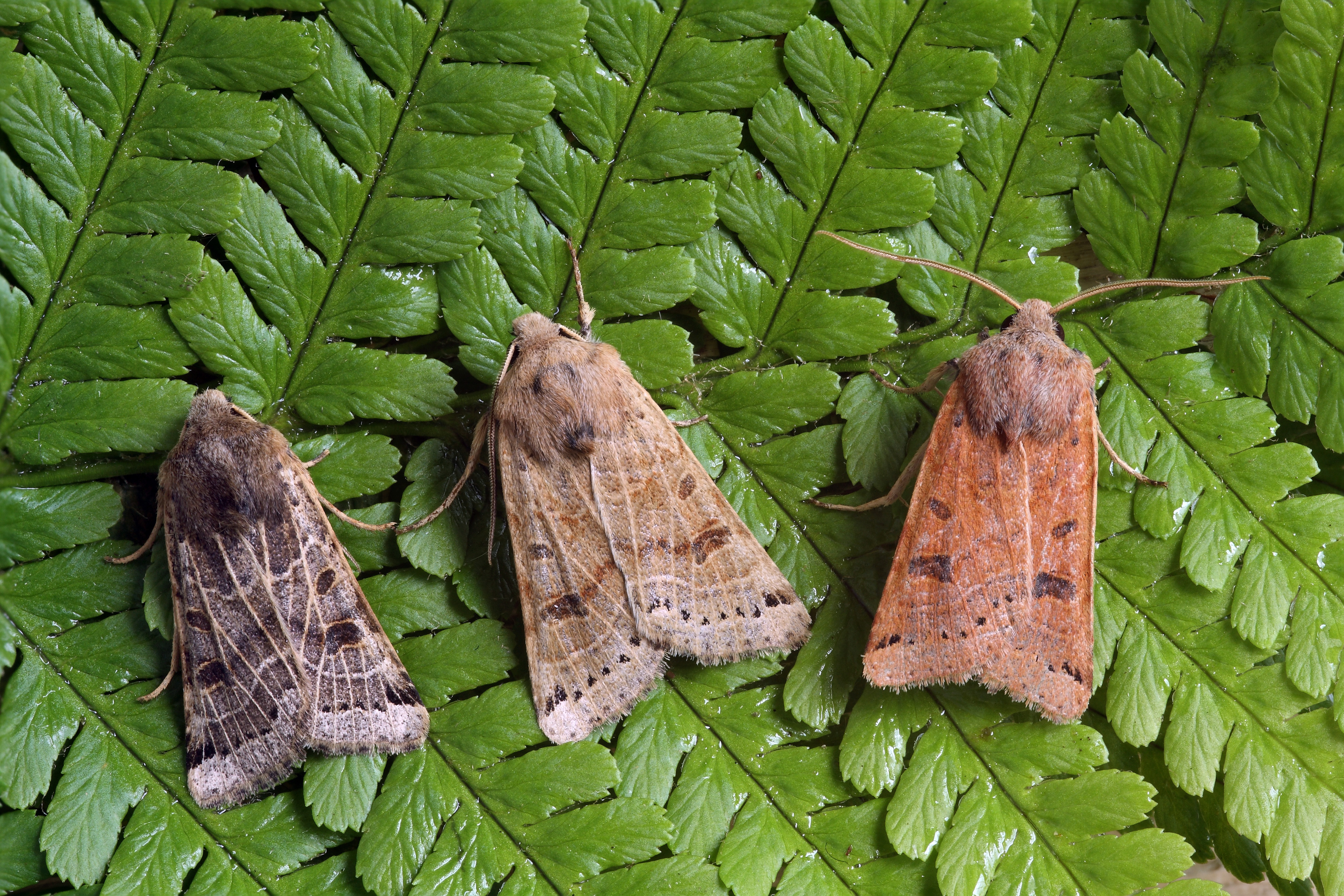
Imago fjärilar i olika färgvarianter
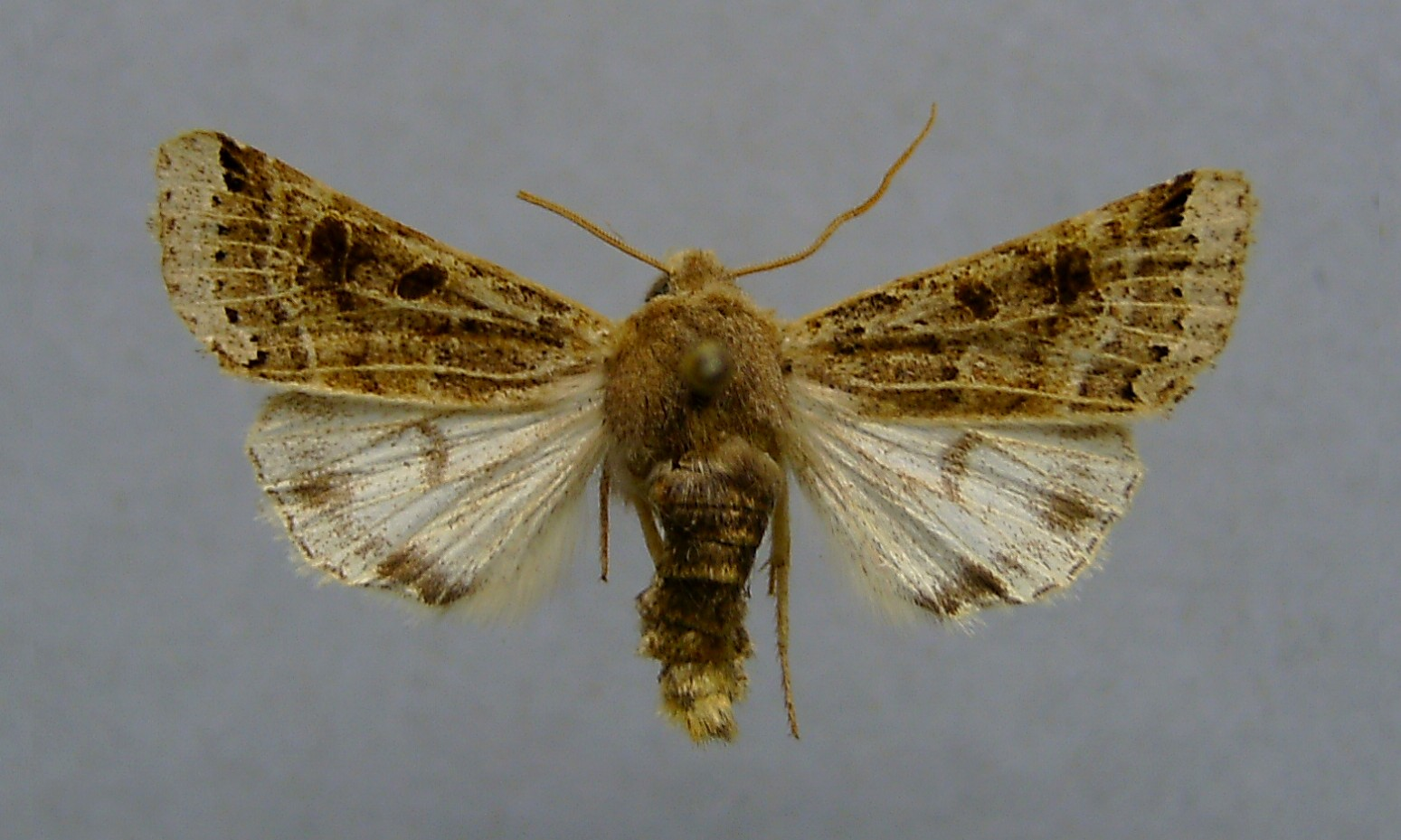
Preparerad (uppnålad) imago fjäril